# Prosthetops gladiator
Prosthetops gladiator är en skalbaggsart som beskrevs av Perkins 2008. Prosthetops gladiator ingår i släktet Prosthetops och familjen vattenbrynsbaggar. Inga underarter finns listade i Catalogue of Life.